# Олдерхейм, Себастиан
Себастиан Олдерхейм (норв. Sebastian Olderheim; родился 8 июля 2007) — норвежский футболист, полузащитник клуба «Стабек».

## Клубная карьера
Воспитанник футбольной академии клуба «Стабек». 29 августа 2022 года подписал свой первый профессиональный контракт с клубом. 5 ноября 2023 года дебютировал в основном составе «Стабека» в матче Элитсерии против «Будё-Глимта».

## Карьера в сборной
Выступал за сборные Норвегии до 15 и до 16 лет.